# Червонощок чорночеревий
Червонощо́к чорночеревий (Pyrenestes ostrinus) — вид горобцеподібних птахів родини астрильдових (Estrildidae). Мешкає в Західній і Центральній Африці.

## Опис
Довжина птаха становить 12-14 см. У самців голова, груди, стегна, надхвістя і хвіст червоні, а спина, крила і живіт чорні. У самиць червона пляма облмежена обличчям, надхвістям і хвостом, іноід груди і боки мають червонуватий відтінок. Очі червонувато-карі, над і під очима білуваті напівкільця. Дзьоб синювато-чорний, лапи тілесного кольору.
Чорночеревим червонощокам притаманний поліморфізм, який стосується розміру їх дзьоба. Представники великозьобої морфи можуть живитися більш твердими зернами.

## Поширення і екологія
Чорночереві червонощоки мешкають в Кот-д'Івуарі, Гані, Того, Беніні, Нігерії, Камеруні, Габоні, Екваторіальній Гвінеї, Республіці Конго, Демократичній Республіці Конго, Центральноафриканській Республіці, Південному Судані, Уганді, Кенії, Танзанії, Анголі і Замбії. Вони живуть у вологих рівнинних тропічних лісах, на узліссях і порослих чагарниками галявинах, на болотах, в густих очеретяних і чагарникових заростях на берегах водойм, в галерейних лісах і в садах. Зустрічаються поодинці або парами, на висоті до 2000 м над рівнем моря. Живляться насінням осоки, чагарників з роду Scleria та інших рослин.
Сезон розмноження у чорночеревих червонощоків припадає на другу половину сезону дощів, з березня по листопад. Гніздо кулеподібне, будується парою птахів з травинок і переплетених рослинних волокон, розміщується в густій рослинності. В кладці від 3 до 5 білуватих яєць. Інкубаційний період триває 2 тижні, насиджують і самиці, і самці, причому самці зазвичай насиджують вдень, а самиці — вночі. Пташенята покидають гніздо через 3 тижні після вилуплення, однак батьки продовжують піклуватися про них ще деякий час. Чорночеревим червонощакам притаманна низька успішність гніздування, яка може досягати 15%. Пташенята часто стають жертвами коукалів, змій і кочових мурах.